# Moviment Marx, Engels, Lenin, Stalin
El Moviment Marx, Engels, Lenin, Stalin (en Anglès: Marx, Engels, Lenin, Stalin Movement o MELS) és un partit polític de Botswana d'ideolgia comunista marxista-leninista sense representació parlamentària, liderat per l'advocat Themba Joina. Va guanyar només el 0,29% a les últimes eleccions.
El MELS va sorgir com un grup d'estudi inspirat en Mao Zedong i el panafricanisme, fundat a l'Escola Secundària Senior Shashe el 1984. El seu fundador i secretari general va ser Christopher Phatshwe. Els documents polítics bàsics del moviment van ser redactats per Christopher Phatshswe i Thomson Proctor. Es van formar branques del moviment a diferents institucions educatives, com la Universitat de Botswana, escoles secundàries superiors i les escoles normals. Segons Joina el grup tenia contactes amb el. Moviment de Consciència Negra (BCM) i el Congrés Panafricanista d'Azania (PAC) a la veïna Sud-àfrica. Els activistes del MELS van rebre capacitacions polítiques d'aquests grups. Va constituir-se com a partit polític el 1994. Després de la mort de Phatshwe, Mosalage Ditshoto es va convertir en el nou secretari general del partit. A partir de 2008 Mpho Mokano va servir com a secretari de les joventuts del partit.
El Moviment MELS advoca per una política socialista, demanant suport a aturats i la creació de Consells representant dels estudiants a tot el país. Condemna el govern del Partit Democràtic de Botswana com a «neocolonial». Quant a les qüestions regionals, s'oposa a les posicions del govern d'Ian Khama sobre la situació política de Zimbàbue (acusa al govern de Botswana de prendre partit pel Moviment per al Canvi Democràtic en la política de Zimbàbue). Davant dels delegats de la conferència anual del partit en 2011 a Molepolole, Joina va condemnar l'atac de l'OTAN a Líbia i va demanar la Unió Africana que hi intervingués.
A les eleccions parlamentàries de 1994 el MELS es van unir al Front Democràtic Unit, una coalició de partits que s'oposen tant a la BDP com al BNF. Cap candidat del MELS ni de la UDF va sortir elegit. Es va presentar a les eleccions generals de 1999, però només va rebre vint-i-vots (0,01% dels vots nacionals). Abans de les eleccions, Joina va declarar que el partit només posseïa un vehicle de campanya i per tant, els activistes del partit havien de traslladar-se a peu per arribar als votants. Després de les eleccions del candidat del Moviment MELS a la circumscripció de l'oest de Gaborone, Ndiye Tlhatlogang, acusà la Comissió Electoral Independent d'irregularitats.
Als eleccions generals de 2009 va presentar candidats a quatre districtes electorals i dos a les circumscripcions locals. Cap va ser elegit. En total va obtenir 292 vots (0,05% dels vots nacionals). Es va presentar a les eleccions parcials de 2010 a la circumscripció parlamentària de Tonota del Nord, amb el candidat Mbayani Tshekedi Phalalo.